# Burkholderia gladioli
Burkholderia gladioli ist eine Art (Spezies) aerober, gramnegativer, stäbchenförmiger Bakterien,
die sowohl bei Menschen als auch bei Pflanzen Krankheiten verursacht.
B. gladioli kann auch in Symbiose mit Pflanzen und Pilzen leben und ist im Boden, im Wasser, in der Rhizosphäre und in vielen Tieren zu finden. Früher war die Art u. a. unter den Namen Pseudomonas gladioli und Pseudomonas marginata bekannt.

Toxoflavin

B. gladioli synthetisiert mehrere hemmende Substanzen, darunter Gladiolin, Bongkreksäure, Enaxyloxin und Toxoflavin.
Diese Substanzen könnten antagonistische Interaktionen mit anderen Mikroben in der Umgebung von B. gladioli eingehen.
Eine Pathovarietät, die auf Kokosnusspulpe wächst, produziert das Atemgift Bongkreksäure, das beim Menschen tödliche Vergiftungen hervorrufen kann.

## Systematik
Die Gattung Burkholderia wurde als eine von sieben Gattungen aufgrund von rRNA-Unterschieden aus der Gattung Pseudomonas (Gammaproteobacteria) ausgegliedert und in eine eigene neue Familie und Ordnung der Betaproteobacteria gestellt. Insbesondere wurde daher Burkholderia gladioli früher als Pseudomonas gladioli geführt.
Synonyme:
- Burkholderia cocovenenans (van Damme et al. 1960) Gillis et al.
- Pseudomonas gladioli Severini 1913
- Pseudomonas cocovenerans van Damme et al. 1960 (manchmal als cocovenenans geschrieben)
- Pseudomonas antimicrobica Attafuah & Bradbury 1990
- Pseudomonas marginata (McCulloch) Stapp
- Pseudomonas farinofermentans Naixin
- Pseudomonas alliicola (Burkholder 1942) Starr & Burkholder 1942 (manchmal als allicola geschrieben)

B. gladioli ist eng mit den Arten aus dem Komplexes Burkholderia cepacia (BCC) verwandt und wird mit diesen leicht verwechselt. Dieser Artenkomplex umfasst zehn eng verwandte Arten, die alle Pflanzenpathogene sind.
B. gladioli wird in mehrere Pathovare unterteilt:.
- B. gladioli pv. gladioli verursacht die Gladiolenfäule (englisch gladiolus rot), mit Referenzstamm DSM 4285 alias ATCC 10248, CCUG  1782
- B. g. pv. alliicola (manchmal als allicola geschrieben) verursacht  die Zwiebelfäule (en. onion bulb rot)
- B. g. pv. agaricicola verursacht die Weichfäule (en. soft rot) bei Pilzen
- B. g. pv. cocovenerans (manchmal als cocovenenans geschrieben) verdirbt Kokosnuss-Zubereitungen[12][8]

Über diese Pathovare hinaus listet das National Center for Biotechnology Information noch folgende Stämme:
- B. g. 3848s-5
- B. g. BSR3
- B. g. NBRC 13700

## Beschreibung
Burkholderia sind bewegliche, gramnegative Stäbchen, die gerade oder leicht gekrümmt sein können. Sie sind aerob, Katalase- und Urease-positiv und keine Sporenbildner. Sie wachsen auf MacConkey-Agar, fermentieren aber Laktose nicht. Dadurch, dass B. gladioli oxidase-negativ ist, kann diese Art von anderen Burkholderia-Spezies unterschieden werden.
B. gladioli ist zudem indol-negativ, nitrat-negativ und Lysin-Decarboxylierung-negativ.
Auf molekularer Ebene kann die PCR zur Unterscheidung zwischen den verschiedenen Burkholderia-Arten eingesetzt werden. Nach Furuya et al. (2002) ist das ribosomale RNA-Gen hoch konserviert und universell in allen Lebewesen verbreitet, so dass Unterschiede in den DNA-Sequenzen zwischen 16S- und 23S-rRNA-Genen zur Unterscheidung der Arten genutzt werden können.
Die für die Amplifikation der 16S- bis 23S-Region im Genom von B. gladioli verwendeten Primer lauten wie folgt:
GLA-f   5'-(CGAGCTAATACCGCGAAA)-3' und
GLA-r   5'-(AGACTCGAGTCAACTGA)-3'
Die Verwendung dieser Primer für die PCR ergibt ein Amplicon von etwa 300 bp (Basenpaaren).
Alle Mitglieder der Gattung Burkholderia haben Multireplikon-Genome. Sie sind in der Lage, „essentielle Haushaltsgene“ (en. essential housekeeping genes) auf dem größten Chromosom zu halten. Dieses größte Chromosom hat einen einzigen Replikationsursprung. Die Reihenfolge der Gene und der GC-Gehalt sind ebenfalls konserviert. Die Mitglieder der Gattung Burkholderia sind in der Lage, fremde DNA einzufangen und zu behalten. Die Fremd-DNA kann durch die Suche nach atypischen GC-Kontextbereichen nachgewiesen werden. Eines der ersten auf diese Weise entdeckten Fremd-DNA-Segmente kodierte für Virulenz.

## Pathologie

### In Pflanzen

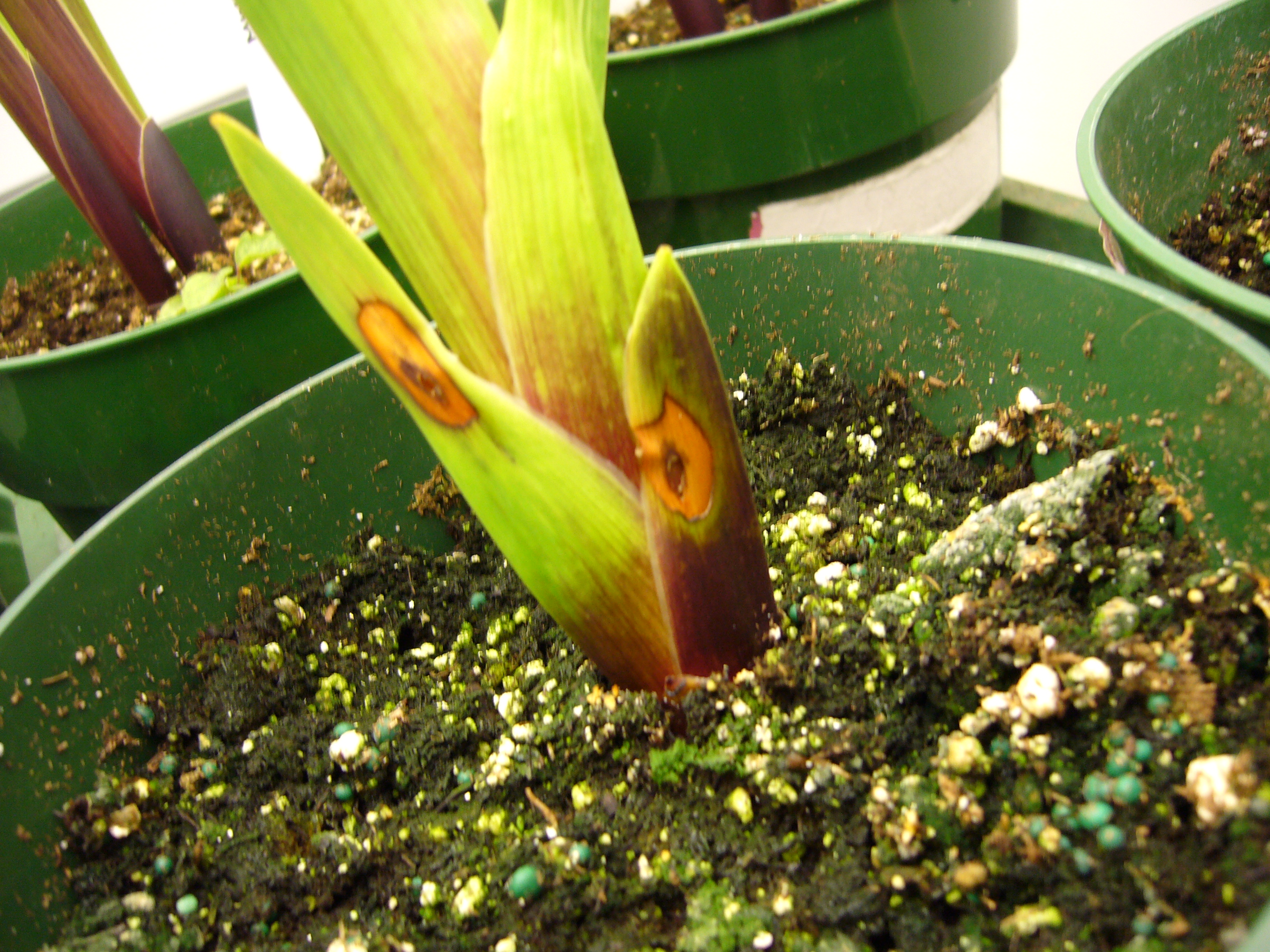
Mit B. gladioli inokulierte Gladiolenpflanze

B. gladioli wurde als Pflanzenkrankheitserreger bei Zwiebeln, Gladiolen und Iris identifiziert und befällt zusammen mit B. glumae auch Reis. Ursprünglich wurde die Art als Verursacher der Fäulnis von Gladiolenknollen beschrieben: die Zwiebeln können sich mit Wasser vollsaugen und verfaulen.
Einige andere häufige Symptome infizierter Pflanzen sind an den Blättern zu erkennen. Diese weisen braune Läsionen auf und können wasserdurchtränkt sein. Weitere Symptome sind Verwelken und/oder Fäulnis von Wurzeln, Stängeln und Blütenblättern. B. gladioli ist auch als Erreger der Blattscheidenbräune bei Gladiolen und Zwiebeln identifiziert worden. Manchmal verfault die ganze Pflanze.
Eine weit verbreitete Pflanzenkrankheit, die durch B. gladioli verursacht werden kann, heißt Schorf. Er ist auf Gladiolenknollen als wassergetränkte braune Flecken mit gelben Umrissen zu sehen. Mit der Zeit können sie hohl und von Schorf umgeben werden. Wenn der Schorf abfällt, hinterlässt er Hohlräume oder Läsionen.

### Im Menschen
Für den Menschen stellt B. gladioli einen opportunistischen Erreger dar, der ein wichtiger Verursacher von Krankenhausinfektionen ist. Zudem hat er bei Patienten mit Mukoviszidose schwere Lungenentzündung verursacht.
Zwar handelt es sich um einen (noch) recht seltenen Erreger, aber sein Auftreten bei einer Infektion ist mit einer schlechten Prognose für den Krankheitsverlauf verbunden.
Bei Patienten mit granulomatösen Erkrankungen hat er sich auch in den Atemwegen angesiedelt.
Bei Lungentransplantationspatienten kann eine Infektion tödlich verlaufen, wenn die Patienten in der Folge eine Bakteriämie bzw. eine Infektion vermeintlich steriler Wundabdeckungen entwickeln.
Tempe bongkrèk, eine mit Kokosnuss zubereitete Variante von Tempeh, ist anfällig für eine Kontamination mit B. gladioli pv. cocovenenans. Kontaminiertes Tempe Bongkrèk kann tödliche Mengen an hochgiftiger Bongkreksäure und Toxoflavin enthalten.
B. gladioli wurde 2015 in Mosambik mit dem Tod von 75 Menschen in Verbindung gebracht, die ein aus Maismehl selbstgebrautes Bier getrunken hatten, das mit dem Bakterium kontaminiert war.